# Matteo Rosso Orsini
Matteo Rosso Orsini, grof, senator, vojskovodja, in diplomat, * 1180, † 13. december 1246, Papeška država. 
Znan je kot pravi utemeljitelj ugledne rimske družine Orsini ter oče dvanajstih otrok, med katerimi najuglednejšega, papeža Nikolaja III..

## Življenjepis
Matteo Rosso, imenovan Veliki (»il Grande«), je bil sin Giovannija (Giangaetano) Orsinija. Orsini izhaja od Orso di Bobone – De filiis Ursi. Njegov oče je bil Giangaetano; nato se postopoma gubi priimek Bobone; njegove sinove so označili  de domo filiorum Ursi (iz doma Ursovih sinov). Tako po pomoti nastane priimek Orsini. Oče je umrl po 12. aprilu 1232. 
Njegova mati je bila Stefania Rubea, od koder izvajajo ime njenega sina Rossa (latinsko ruber; italijansko rosso; angleško red; slovensko: rdeč). 
Ustanovitelj družinske moči pa je vsekakor Matteo Rosso  – imenovan tudi Matteo Rosso il Grande ali Matteo Rosso Orsini (=Matej Rdeči Medvedek Veliki; 1178–1246), je bil vnuk Orsa in sin Giovannija Gaetana, gospodarja Vicovara. 
Naklonjen je bil svetemu Frančišku, Cerkvi in papeštvu, kar je postala značilnost družine Orsini. 1195 je pridobil več okoliških mest. Tako je postal gospodar, oziroma gospod (it. Signore) več mest. Skupno ime se je končno glasilo: Signore di Monte, Mugnano, Marino, Monterotondo, Galera, Formello, Castel Sant'Angelo di Tivoli, Licenza, Roccagiovine, Cantalupo Bordella, Civitella, Porcile, Cantalupo Bordella, Vicovaro, Bonmarzo, San Polo e Castelfoglia. Svoje naslove je prenesel na svoje potomce.
Leta 1234 je postal gospodar Viterba. 1241 ga je papež Gregor IX. imenoval za rimskega senatorja.
Uspešno se je zoperstavil svetorimskemu cesarju in porazil Friderika II., ki je dospel s svojimi krdeli do Grottaferrate v nameri, da se polasti tudi Rima. 1241 je torej kot rimski senator obvaroval Rim pred napadi Nemcev in zasedel trdnjavo njihovih zaveznikov – družine Colonna - Avgustov mavzolej. Orsinijevi so bili tedaj in skozi zgodovino popolnoma predani Cerkvi in papeštvu.
Z naklonjenostjo papeštva je Rosso prišel v stik ne le z drugimi plemiškimi, ampak tudi s kraljevimi in cesarsko družino. Njegovo družinsko deblo pa se je po Evropi tako razrastlo, da ga danes ni mogoče več spremljati; zlasti se je ta rodovina iz domačega Rima razširila po Piemontu (Rivalta, Trana in Orbassano), Franciji (Jouvenel des Ursins), Nemčiji (Rosenberg, Anhalt in Hannover) – pa tudi po ZDA.
Člani te družine so bili še naprej gonilna sila celotnega delovanja Cerkve v 13. stoletju. Najvidnejša osebnost je vsekakor papež Nikolaj III., ki je obilno podpiral svoje sorodnike in jih izbiral za visoke cerkvene službe, ki so jih pa tudi odlično opravljali; to vse je pripomoglo k ugledu celotne družine Orsini. 

### Oporoka in smrt
Matteo je postal tretjerednik sv. Frančiška.[kdaj?] Umrl je 13. oktobra 1246. 
4. oktobra 1246, ko je bil že telesno bolan, je narekoval oporoko, v kateri je zapustil svojim otrokom (dediči in capite), ter nečakom (dediči in stirpe) bogato premoženje v hišah, trdnjavah in palačah v Rimu na obali Tibere, kakor tudi gradove med Abruzzijem in Sabino. Njegovi otroci so se popolnoma opredelili za podporo papeštvu, ki so ga podpirali tudi vojaško.

## Potomstvo
Matteo Rosso se je poročil trikrat.
Prva žena je bila Perna Gaetani in mu je rodila devet otroki:
1. Giovanni Gaetano (1216-1280) je postal papež Nikolaj III.
2. Mabilia (?-1294), njen mož je bil Angelo Brancaleoni
3. Giacomo, menih
4. Ruggero
5. Giordano (?-1287), kardinal
6. Andreola
7. Mariola
8. Gentile, začetnik rodovne veje Orsini-Nola[5]
9. Giovannello

Njegova druga zakonska žena je bila Giovanna Dell'Aquila, s katero je imel tri otroke:
1. Rinaldo (1217-1286), začetnik rodovine Orsini-Monterotondo.[6]
2. Matteo imenovan "di Monte" (?-1281 ca.), vojskovodja
3. Napoleone (1218-1259), začetnik rodovine Orsini-Bracciano-Gravina.[7]

Njegova tretja žena je bila Gemma di Oddone di Monticelli; v tem cerkvenem zakonu nista imela otrok.  